# Abraxas leucoloepa
Abraxas leucoloepa là một loài bướm đêm trong họ Geometridae.